# Burton (Novo Brunswick)

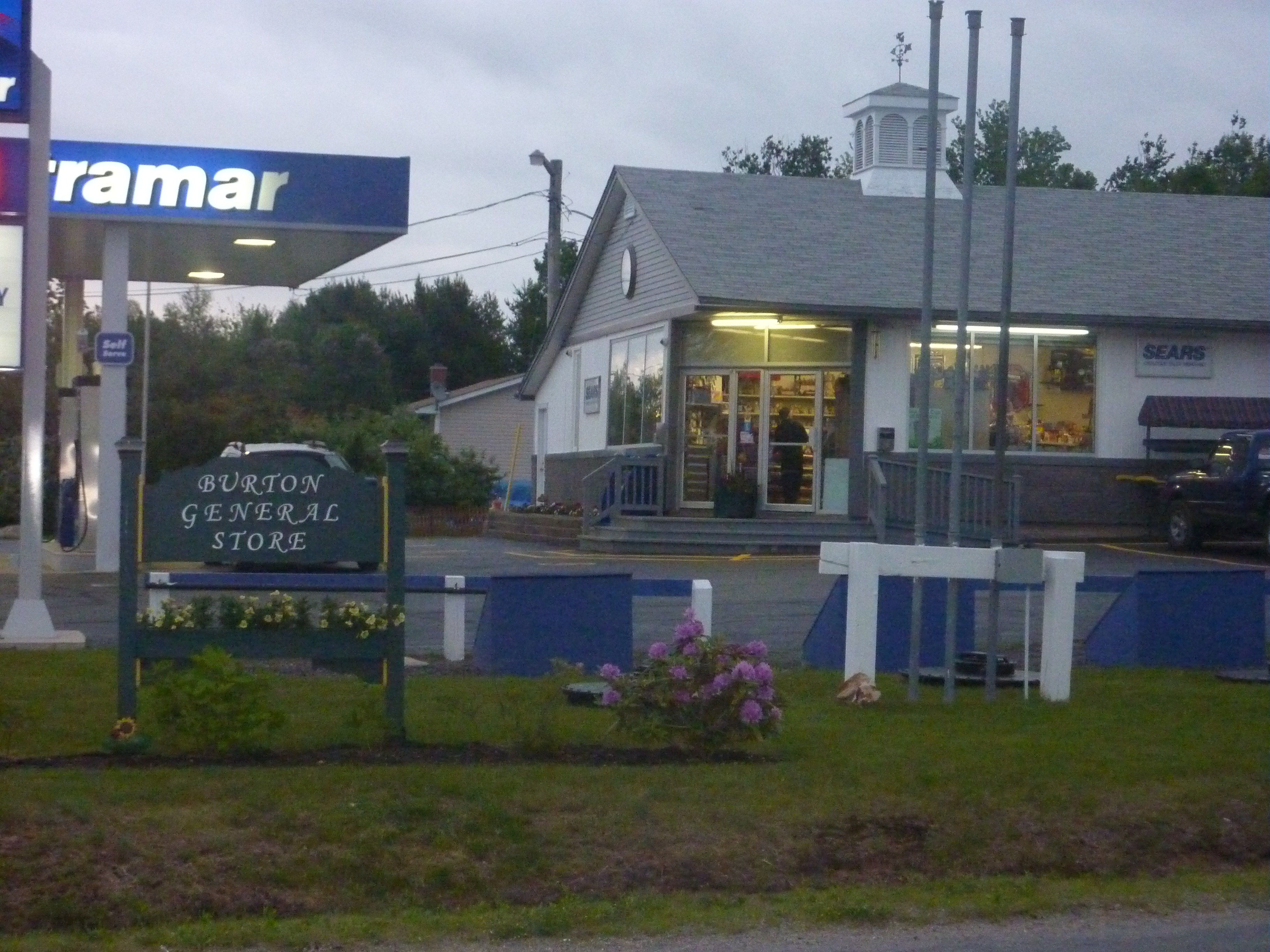
Loja de conveniência localizada em Burton.

Burton é uma comunidade rural localizada no Condado de Sunbury na província canadense de New Brunswick, no leste do Canadá.